# Рио Секо (Кјети)
Рио Секо (итал. Rio Secco) је насеље у Италији у округу Кјети, региону Абруцо.
Према процени из 2011. у насељу је живело 17 становника. Насеље се налази на надморској висини од 167 м.